# 풍천 홍씨
풍천 홍씨(豊川洪氏)는 황해남도 과일군을 본관으로 하는 한국의 성씨이다.

## 역사
시조(始祖) 홍원열(洪元烈)은 고려(高麗)시대에 정승(政丞)을 지냈다고 한다.

## 인구
풍천 홍씨는 2015년 대한민국 통계청에서 130명으로 조사되었다.

## 참고 자료
- “풍천홍씨(豊川洪氏)”. 뿌리를 찾아서.[깨진 링크(과거 내용 찾기)]